# Asiotmethis limbatus
Asiotmethis limbatus is een rechtvleugelig insect uit de familie Pamphagidae. De wetenschappelijke naam van deze soort is voor het eerst geldig gepubliceerd in 1845 door Charpentier.
1. ↑  (en) Asiotmethis limbatus op de IUCN Red List of Threatened Species.